# 陶恩科格爾山 (滕嫩山脈)
47°29′37″N 13°17′53″E / 47.49361°N 13.29806°E

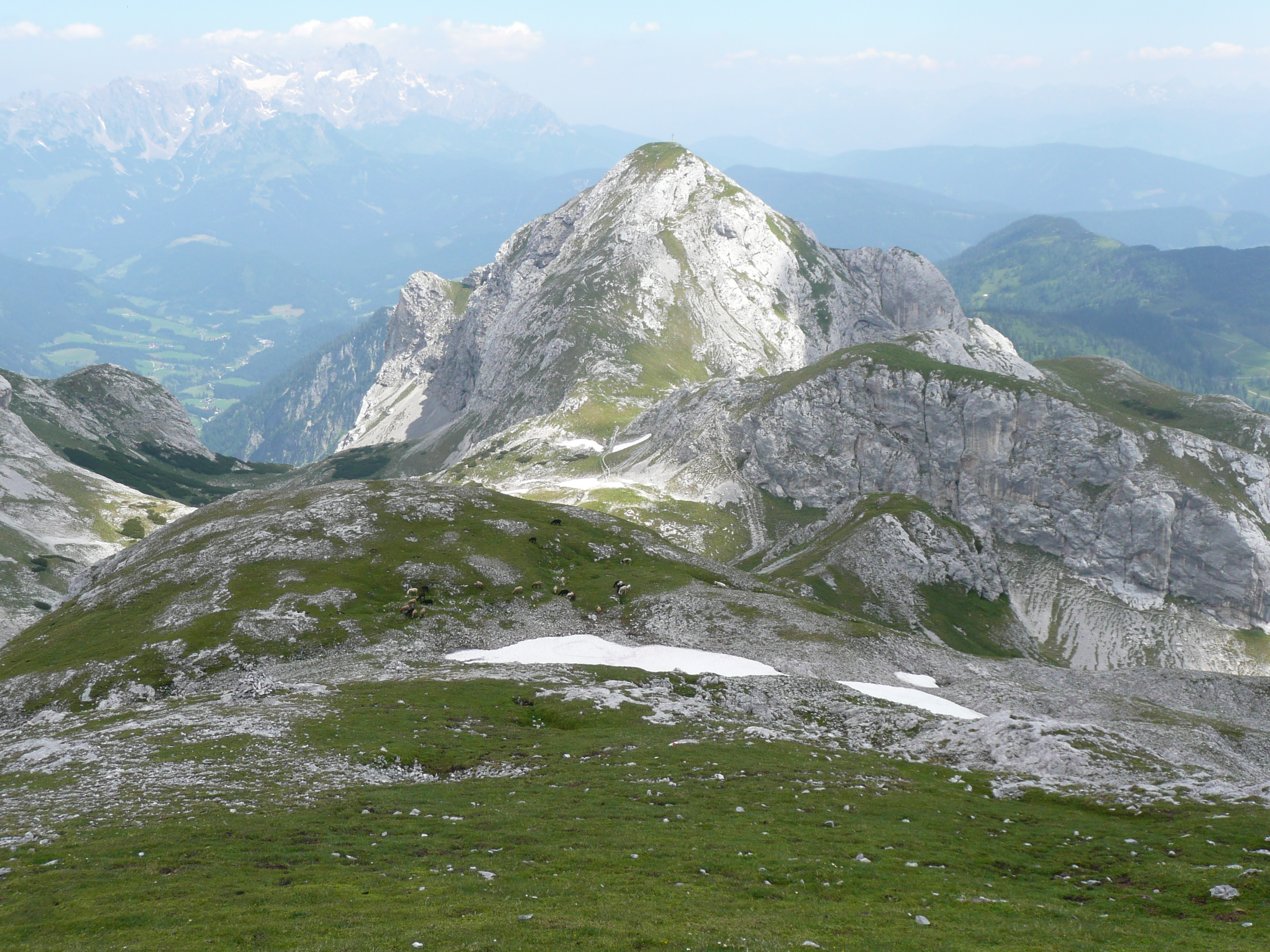

陶恩科格爾山（德語：Tauernkogel），是奧地利的山峰，位於該國中部，由薩爾茨堡州負責管轄，屬於北石灰岩山脈中滕嫩山脈的一部分，距離布里特科格爾山0.7公里，海拔高度2,247米。